# Bodajbo
Bodajbo – miasto w azjatyckiej części Rosji, w obwodzie irkuckim; ośrodek administracyjny rejonu bodajbińskiego.
Leży na południu Wyżyny Patomskiej, na prawym brzegu Witimu; ok. 980 km na północny wschód od Irkucka. Ośrodek regionu wydobycia złota (leńsko-witimski okręg złotonośny); przemysł spożywczy, drzewny, maszynowy; port rzeczny.
Założone w 1864 r. jako ośrodek wydobycia złota; w 1912 r. miały tu miejsce krwawo stłumione strajki robotnicze (tzw. masakra leńska); prawa miejskie w 1925 r.
W mieście ma siedzibę dyrekcja Rezerwatu Witimskiego.